# Штригль, Рихард фон
Рихард фон Штригль (нем. Richard von Strigl; 7 февраля 1891, Моравия — 11 ноября 1942) — австрийский экономист, представитель австрийской школы в экономической науке. Учился в Венском университете у О. Бем-Баверка; преподавал там же. Единственный из экономистов австрийской традиции, оставшийся на родине после Аншлюса.

## Основные произведения
- «Экономические категории и организация хозяйства» (Die ökonomischen Kategorien und die Organisation der Wirtschaft, 1923);
- «Капитал и производство» (Kapital und Produktion, 1934);
- «Введение в основы национальной экономии» (Einführung in die Grundlagen der Nationalökonomie, 1937).